# 小黄花龙胆
小黄花龙胆（学名：Gentiana xanthonannos）为龙胆科龙胆属下的一个种。

## 扩展阅读
- 維基物種上的相關：小黄花龙胆